# Explosão da refinaria de Husky Energy em 2018
Em 26 de abril de 2018, aproximadamenta ás 10:00 da manhã, uma explosao occureu na refinaria de petróleo de Husky Energy localizada na cidade de Superior, Wisconsin, a única refinaria no estado inteiro, iniciando um incêndio no meio-dia e provocando a evacuação da maior parte da cidade, incluindo escolas e um hospital.
Por causa da enorme fumaça negra no ar, e o medo para as otras químicas mantidos na refinaria, residentes 16,09 km ao sul da refinaria, 3,2 km a oeste e leste, e 4,8 km do norte foram evacuados da cidade e das comunidades cercadas. 
O fogo na refinaria queimou por quase sete horas até ser apagado por o corpo dos bombeiros da cidade de Superior ás 7:00 da tarde. 36 pessoas foram feridas, mas ninguém morreu.
Uma investigação por a Comissão da Seguridade Química dos Estados Unidos (em inglês, United States Chemical Safety Board, ou USCSB) revelou que a explosão foi causada por equipamento erodido que não foi verificado com frequência, e que o incidente "poderia ter sido evitado."